# Liebe Mauer
Liebe Mauer (Lieve muur) is een Duitse film uit 2009. De film beschrijft de geschiedenis van een jonge West-Duitse vrouw die verliefd wordt op een Oost-Duitse grenswacht. Hoewel ze het liefst gewoon samen willen zijn, wordt er aan twee kanten aan hen getrokken...

## Rolverdeling
- Felicitas Woll als Franzi
- Maxim Mehmet als Sacha
- Gisela Trowe als Sacha's oma
- Karl Kranzkowski als Sacha's vader
- Anna Fischer als Ursula (Uschi)
- Thomas Thieme als grenswachtofficier

## Verhaal
Franzi, een jonge West-Duitse vrouw, komt in 1989 in Berlijn studeren. Haar appartement is gelegen in een straat die uitzicht biedt op de Berlijnse Muur en de daarachtergelegen wachttoren van de Oost-Duitse grenswacht. In deze wachttoren doet Sacha dienst, die bij de grenstroepen dient om in aanmerking te komen voor een medicijnenstudie. Zijn vader is een fanatiek communist, terwijl zijn oma de zaken meer relativeert.
Franzi hoort van een buurman dat alles in de DDR zo goedkoop is en gaat direct de grens over om flink te shoppen. Met tassen vol keert ze terug, maar de grenswachten doen moeilijk over haar aankopen. Woedend over hun eindeloze formaliteiten loopt ze daarom zonder toestemming het douanekantoor uit, de grens weer over, als plotseling, na een meter of 10, beide tassen scheuren. Sacha loopt met emmer en dweil het kantoor uit en helpt Franzi de rommel op te ruimen en nog wat aankopen voor haar te redden. Sacha's collega's reageren echter hypernerveus en richten hun wapens op hem uit angst dat hij naar het Westen vlucht. Sacha krijgt een enorme uitbrander van zijn baas. Ze had wel van de CIA kunnen zijn!
Sindsdien communiceren Sacha en Franzi via de ramen: Franzi vanuit haar appartementraam en Sacha vanuit zijn wachttoren achter de rug van zijn collega's. Zo regelen ze hun eerste date, wederom in Oost-Berlijn omdat Sacha niet naar het Westen kan.
De twee hebben een fantastische tijd samen en er bloeit een relatie op. Helaas kan Franzi door de formaliteiten niet bij Sacha blijven slapen, en kost ieder bezoek van Franzi haar 25 D-mark wat voor haar als student best veel geld is iedere keer. Inmiddels tonen Sacha's superieuren in samenwerking met de Stasi eveneens belangstelling, en proberen misbruik van hun relatie te maken om informatie over het Westen los te krijgen. Sacha wil daarom een einde aan de relatie maken, maar zijn baas geeft hem expliciet opdracht met Franzi uit te blijven gaan en wel naar plaatsen waar ze bespioneerd kan worden. Ze gaan uit eten terwijl in de bloemenvaas op de tafel een microfoontje zit. Een paar tafels verder kijken Sacha's baas en een Stasi-agent gespannen toe.
In de toiletten komt Franzi Uschi tegen, Sacha's beste vriendin. Zij wil heel graag een avond in het westen stappen, terwijl Franzi graag de nacht bij Sacha zou willen doorbrengen. Omdat ze wel enigszins op elkaar lijken verwisselen ze elkaars bovenste kleren en paspoort, en geven elkaar de sleutel van elkaars woning. Uschi, vermond als Franzi, loopt direct naar de uitgang en gaat direct naar West-Berlijn, wat de Stasi in verwarring brengt. Zo kan Franzi in Uschi's appartement de nacht bij Sacha doorbrengen. Van seks komt het echter niet en als Sacha aan Franzi wil opbiechten dat hij haar moet bespioneren, blijkt ze in slaap gevallen.
De volgende ochtend, 9 november 1989, klopt de Stasi bij Uschi's appartement aan, nadat Sacha naar zijn post is gegaan. Franzi doet open en de Stasi legt haar uit, in de veronderstelling dat ze Uschi en dat Uschi Sacha's vriendinnetje is, dat Sacha stiekem achter haar rug om met een westers meisje omgaat. Ze vragen haar om Sacha te bespioneren, en laten haar een formulier tekenen. Niet-medewerking zal worden bestempeld als landverraad en bestraft met tot 5 jaar gevangenisstraf. Ondertussen overkomt Uschi hetzelfde: de CIA vraagt haar om haar Oost-Duitse vriendje te bespioneren, en laten haar een soortgelijk formulier tekenen. Ook hier geldt: niet-medewerking zal worden bestempeld als landverraad en bestraft met tot 5 jaar gevangenisstraf. Die avond gaat Uschi terug naar Oost-Berlijn en zij en Franzi vertellen elkaar dat ze gerekruteerd zijn door respectievelijk de CIA en de Stasi. Ook besluiten ze om nog een nacht voor elkaar door te gaan zodat Uschi nog een nachtje kan 'feesten en beesten', en Franzi nu eindelijk haar lang uitgestelde 'eerste keer' met Sacha kan hebben. Bij terugkomst in Franzi's appartement wordt Uschi ook nog eens benaderd door de BND.
Sacha brengt Franzi mee naar huis, en in zijn oude kamer hebben ze voor het eerst seks met elkaar. De Stasi en Sacha's baas hebben hem echter gevolgd en zijn erachter gekomen dat Franzi gebruikmaakt van Uschi's identiteit. Tot grote schok van Sacha's vader dringen ze het huis binnen en arresteren het tweetal.
Sacha en Franzi worden naar het bureau gebracht, maar de officier wordt afgesnauwd als hij met de mobilofoon zijn komst en zijn 'vangst' wil aankondigen: of hij wel met zijn bolle hoofd beseft wat er aan de hand is. De officier laat het er verbaasd bij, en al snel blijkt de weg vol te zitten met Oost-Berlijners die naar het Westen trekken. Buiten weten van de officier, Sacha en Franzi om, is de Muur gevallen. De chauffeur rijdt in een poging erlangs te komen per ongeluk de grens over, waar Oost- en West-Duitsers samen feestvieren en ze Uschi weer ontmoeten. Sacha schopt zijn verbaasde ex-baas terug Oost-Berlijn in, en de drie vieren gezamenlijk de hereniging van hun stad en land.